# Powelliphanta annectens
Powelliphanta annectens ist der Name einer räuberisch lebenden Schnecke aus der Familie Rhytididae in der Unterordnung der Landlungenschnecken (Stylommatophora), die in einem kleinen Gebiet auf der Südinsel Neuseelands heimisch ist.

## Merkmale
Das Schneckenhaus von Powelliphanta annectens ist fast so groß wie das von Powelliphanta hochstetteri ähnelt ihm auch in der Form. Die Oberfläche des Gehäuses ist glatt, abgesehen von zahlreichen axialen Zuwachsstreifen und in den ersten Umgängen auch vorhandenen schwachen, unregelmäßigen Spirallinien. Der Parietalkallus und das Innere der Gehäusemündung sind mit feinen Körnungen überzogen. Das Haus der erwachsenen Schnecke hat fünfeinhalb langsam zunehmende Windungen, wovon der kleine, fast ganz flache, glänzende Protoconch anderthalb Umgänge umfasst. Das kuppelförmige Gewinde ragt im Profil etwa 5 mm über den Körperumgang hervor. Die Naht ist tief eingedrückt und leicht zur Gehäusemündung eingebogen. Der Nabel nimmt etwa ein Fünftel des großen Durchmessers der Basis ein. Der dünne, nicht durchgehende Rand der Gehäusemündung ragt nach oben hervor und ist nach unten leicht umgebogen. Die Grundfarbe des Hauses ist rötlich braun und wird an der Oberseite etwas blasser hin zu gelbbraun-olivfarben. Die gesamte Oberfläche ist radial gestreift mit schmalen rotbraunen, sepiafarbenen und schwarzen Banden, der Protoconch analingelb und der Parietalkallus sorghumbraun mit hellerer Körnung, das innere der Gehäusemündung schieferbraun. Die Durchmesser des Hauses betragen 63,6 mm bis 73 mm und 53,5 mm bis 62 mm, die Höhe 34 mm bis 40,5 mm.

## Verbreitung und Vorkommen
Powelliphanta annectens ist endemisch im Norden der Südinsel Neuseelands, wo sie auf rund 600 m bis 800 m Höhe zwischen dem Ōpārara River bei Karamea und Gunner Downs südlich vom Heaphy River gefunden wurde. Die stärksten Populationsdichten finden sich in Wäldern mit Nothofagus menziesii und Metrosideros spp.

## Lebenszyklus
Wie andere Arten der Gattung Powelliphanta ist Powelliphanta annectens langlebig und legt nach der gegenseitigen Befruchtung der Zwitter nur wenige ovale Eier im Jahr, die etwa 9 mm lang und 8 mm breit sind.

## Ernährung
Die Hauptnahrung der Powelliphanta-Schnecken sind Regenwürmer.

## Fressfeinde und Bedrohung
Wie andere Powelliphanta-Arten ist auch Powelliphanta annectens vor allem durch eingeschleppte räuberische Säugetiere bedroht. Die wichtigste Rolle hierbei spielen der eingeschleppte Kletterbeutler Trichosurus vulpecula sowie Ratten (Rattus spp.).